# Världsmästerskapen i skidflygning 2006
Världsmästerskapen i skidflygning 2006 hoppades 12- 15 januari 2006 i Kulm i Bad Mitterndorf, Steiermark, Österrike för fjärde gången. Bad Mitterndorf anordnade även mästerskapen åren 1975, 1986 och 1996. Norge försvarade lagtiteln medan Roar Ljøkelsøy försvarade sin individuella titel. Rekordmånga (fyra) nationer tog medalj.

## Individuellt
- 13- 14 januari 2006.[1]

| Medalj | Hoppare                        | Poäng |
| Guld   | Roar Ljøkelsøy (Norge)         | 788.0 |
| Silver | Andreas Widhölzl (Österrike)   | 762.4 |
| Brons  | Thomas Morgenstern (Österrike) | 752.2 |

Morgenstern hoppade längst i tävlingen med 210.5 meter i sista hoppet. Widhölzl ledde efter första hoppet, men Ljøkelsøy tog ledningen efter andra hoppet.

## Lagtävling
12- 15 januari 2006.
| Medalj | Lagtävling                                                              | Poäng  |
| Guld   | Norge Roar Ljøkelsøy Lars Bystøl Bjørn Einar Romøren Tommy Ingebrigtsen | 1497.9 |
| Silver | Finland Janne Ahonen Tami Kiuru Matti Hautamäki Janne Happonen          | 1477.2 |
| Brons  | Tyskland Michael Neumayer Georg Späth Alexander Herr Michael Uhrmann    | 1374.0 |

Sloveniens Robert Kranjec hoppade längst i båda hoppen med 207.0 meter. Slovenia kom att sluta femma då ingen annan sloven hoppade längre än 180.5 meter.

## Medaljligan
| Rank | Nation    | Guld | Silver | Brons | Totalt |
| ---- | --------- | ---- | ------ | ----- | ------ |
| 1    | Norge     | 2    | 0      | 0     | 2      |
| 2    | Österrike | 0    | 1      | 1     | 2      |
| 3    | Finland   | 0    | 1      | 0     | 1      |
| 4    | Tyskland  | 0    | 0      | 1     | 1      |

### Fotnoter
1. 1 2  FIS Ski-flying World Championships 2006 Individividual final round results. - läst 28 november 2009.
2. ↑  FIS Ski-flying World Championships 2006 Individuellt first round results. - läst 28 november 2009.
3. ↑  FIS Ski-flying World Championships 2006 Individuellt second round results. - läst 28 november 2009.
4. ↑  FIS Ski-flying World Championships 2006 Individuellt third round results. - läst 28 november 2009.
5. ↑  FIS Ski-flying World Championships 2006 Lagtävling final results. - läst 28 november 2009.